# Mauricio Durán
Mauricio Gustavo Durán Fernández (Concepción; 19 de octubre de 1976) es un compositor, guitarrista, bajista, vocalista, productor discográfico y músico chileno, conocido por haber sido principal compositor de la banda de rock Los Bunkers, una de las más importantes en la escena musical chilena durante la década de 2000. Actualmente está junto a su banda Los Bunkers
miembro del Lanza Internacional y el supergrupo Pillanes.  

## Rol en Los Bunkers
Su voz solista se ha escuchado de manera ocasional en los discos de la banda, en canciones como "Vida de Perros", canción que da título al álbum de 2005 del grupo nacional, y en "Run Run Se Fue Pa'l Norte", canción que fue parte del Homenaje a Violeta Parra que el grupo realizó con motivo del lanzamiento de su sencillo "La Exiliada del Sur", en 2002. En otros temas, como "Canción para Mañana" y "Me muelen a palos", comparte rol de vocalista con su hermano Francisco Durán y el principal cantante de la banda, Álvaro López.
Como compositor, es responsable, junto con su hermano, de la composición de 65 de las canciones editadas por la banda hasta la fecha (2013). En el primer álbum del grupo, además, compone las canciones "No Sé", "Jamás" y "Yo Sembré Mis Penas de Amor en Tu Jardín", en solitario.

## Trabajos con otros grupos
Aparte de desempeñarse como coproductor, junto al resto del grupo, de los discos La culpa, Vida de perros y Barrio Estación, Mauricio participó, junto a su hermano Francisco, como productor de Muérdete la lengua, el exitoso disco debut de la cantante chilena Francisca Valenzuela, ejecutando también algunos instrumentos en el disco.
En el 2009 produjo junto a su hermano Francisco, el sencillo "Hoy" de la cantante chilena Nicole. En este tema además toca guitarra.
Los músicos del grupo también participaron, en conjunto, en la ejecución de canciones para el primer disco solista de Álvaro Henríquez. Mauricio Durán interpretó principalmente guitarras en esta producción.
Fue integrante original del grupo electrónico experimental Animales Lesos.
También fue integrante de "Los Biotles".
Participa actualmente en una columna de la Revista Ipop con imágenes ilustradas de su esposa Larissa Carpinteyro.

## Discografía

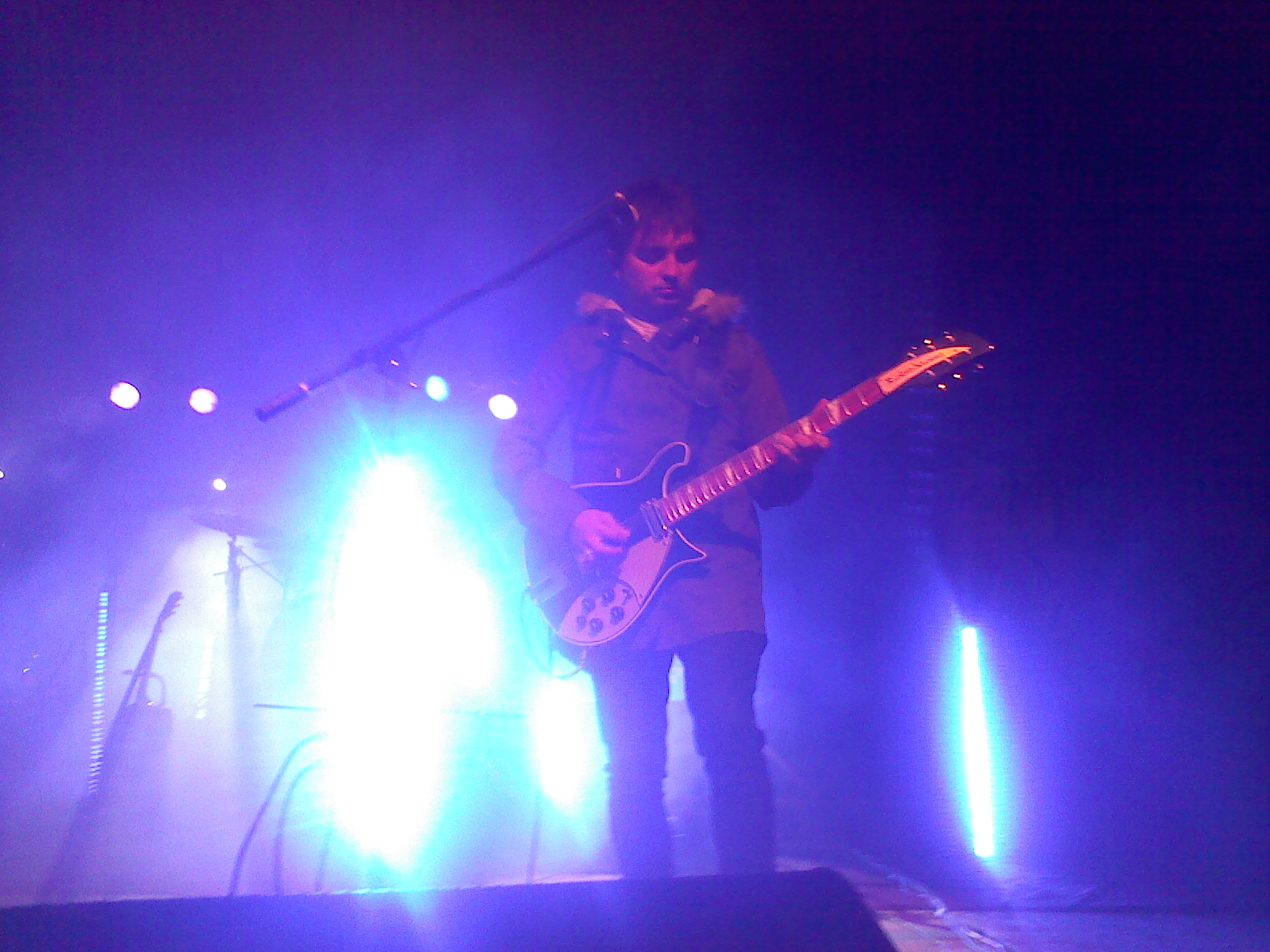
Mauricio Durán en Laja, Chile.

### ConLos Bunkers
- 2000 - Jamás
- 2001 - Los Bunkers
- 2002 - Canción de lejos
- 2003 - La culpa
- 2005 - Vida de perros
- 2008 - Barrio Estación
- 2010 - Música libre
- 2013 - La velocidad de la luz

### ConLanza Internacional
- 2017 - Lanza Internacional
- 2022 - Frente

### ConPillanes
- 2018 - Pillanes

### Colaboraciones
| Año  | Álbum              | Artista              | Detalles |
| ---- | ------------------ | -------------------- | --- |
| 2004 | Álvaro Henríquez   | Álvaro Henríquez     | - Guitarras |
| 2007 | Muérdete la lengua | Francisca Valenzuela | - Coproductor - Guitarras («Dulce», «Segunda vuelta», «Las Vegas») - Bajo («Peces») - Coros («Excavador de tumbas») |
| 2009 | 20 años            | Nicole               | - Coproductor («Hoy»)                                                                                               |
| 2012 | Acuario            | Manuel García        | - Cocompositor («Madera», «Carcelero», «Como partir»)                                                               |
| 2014 | MTV Unplugged      | Pepe Aguilar         | - Guitarras - Lap Steel Guitar - Coros                                                                              |
| 2014 | No morirá jamás    | Los Ángeles Negros   | - Coproductor - Guitarras («Jetzabel»)                                                                              |